# Calvario del Carmen
Calvario del Carmen är en ort i kommunen San Felipe del Progreso i delstaten Mexiko i Mexiko. Samhället hade 5 944 invånare vid folkräkningen 2020.